# Marx-Engels-Werke
Karl Marx/Friedrich Engels Werke（ドイツ語: カール・マルクス・フリードリヒ・エンゲルス・ヴェルケ、日本語訳: カール・マルクス／フリードリヒ・エンゲルス著作集）は、第二次世界大戦後にドイツ民主共和国（東ドイツ）で刊行された、カール・マルクスとフリードリヒ・エンゲルスの著作集である。ドイツ社会主義統一党中央委員会付属マルクス＝レーニン主義研究所によって、1956年から1968年にかけて41巻が刊行された（最終的に43巻・索引3巻）。
現在刊行中の『マルクス＝エンゲルス全集』（通称『新MEGA』　後述）を除けば、マルクスとエンゲルスの著作・草稿・書簡をドイツ語で収録した最大のシリーズであり、そのため広く引用・参照されてきた。
また、単にMarx-Engels Werke（マルクス＝エンゲルス・ヴェルケ）と通称され、MEW あるいは「ヴェルケ」と省略される。日本語版『マルクス＝エンゲルス全集』（大月書店）の翻訳底本である。

## 概要
19世紀後半から20世紀前半にかけてマルクス主義の影響が広がるなかで、マルクスとエンゲルスの著作を広く出版することが求められるようになった。そのため、既存の本の再刊だけでなく、著作集や書簡集が編まれた。マルクス主義を標榜するソビエト連邦が成立すると、1921年にマルクス主義の研究と普及を目的とするロシア共産党（ボリシェヴィキ）中央委員会付属マルクス＝エンゲルス研究所が設立される。マルクス＝エンゲルス研究所は、所長のダヴィト・リャザーノフの下に、マルクスとエンゲルスの生涯にわたるすべての著作や書簡を集めた「全集」の企画を立ち上げ、Marx-Engels Gesamtausgabe （旧MEGA）として1920～30年代に刊行を行ったものの、中断していた。他方で、1924年に開かれたロシア共産党（ボ）第13回党大会の決定に基づいて、『マルクス＝エンゲルス著作集』（第1版）が発行された。ただし、この著作集第1版は翻訳に多くの歪曲や不正確な点があり、重要な著作が抜けていたり序文・索引・参考資料の誤りが含まれていたとされる。
第二次世界大戦後、本格的な著作集が改めて企画され、編纂が行われた。これにより、ソ連共産党中央委員会付属マルクス＝レーニン主義研究所（マルクス＝エンゲルス研究所を改組・改称）によって1955年から1966年にかけてロシア語の著作集（第2版）が刊行され、さらにドイツ社会主義統一党中央委員会付属マルクス＝レーニン主義研究所からドイツ語版が1956年から1968年にかけて併行してベルリンのディーツ出版社（Dietz Verlag）から刊行された（第43巻のみ労働運動史研究所から刊行。全46巻48冊）。本書は、マルクスとエンゲルスの著作や書簡などを網羅的に集めた「著作集」ではあるが、すべての著作・遺稿・草稿・書簡を集めた完全な「全集」ではなく、収録されていない文献がある。完全な「全集」は、本書のロシア語版の刊行終了後の1967年に、『資本論』刊行100周年を記念してソ連共産党とドイツ社会主義統一党が協定を結び、新しいMarx-Engels Gesamtausgabe （新MEGA）の編纂を行っている（1975年に刊行開始、現在も刊行中）。
本書の日本語訳は、大月書店の創業者である小林直衛と、村田陽一をはじめとする多くの研究者の参加によって、大月書店版『マルクス＝エンゲルス全集』（同刊行委員会編）として1959年10月から刊行を始めた。「マル・エン全集」・「大月版全集」などと呼ばれる。1975年までに本文41巻・45冊を刊行し、その後、1991年にかけて補巻4巻および別巻4巻を刊行して完結した。足かけ32年間で全49巻53冊、約4万ページ、累計部数は143万部に及ぶ。現在は印刷技術の変化に伴って重版が出来なくなり絶版となったが、1996年に全ページを画像データ化した『CD-ROM版 マルクス＝エンゲルス全集』を発売し、2014年からは有料のオンライン・データベースとして利用が可能になっている。なお、日本語版は「全集」と銘打っているものの、上述の経緯からあくまで「著作集」である。

## 特徴と批判
本書はすべてドイツ語として刊行されており、英語（『ニューヨーク・デイリー・トリビューン』の記事など）・フランス語（『哲学の貧困』など）・その他の言語で発表された著作についてはドイツ語に翻訳されている。本書の特色として、マルクスとエンゲルスの二人の書簡を、基本的に年代別に収録したことがあげられる。旧MEGAでは、二人の往復書簡とそれ以外との書簡とは別扱いになっていたが、本書では同じ時期の手紙は同一の巻に収められている。
本書への評価としては、スターリン主義のソ連を正当化する立場から編集が行われたと指摘されることが多い。特にマルクスがロシアの外交政策を批判した『十八世紀の秘密外交史』が、公刊された著作であったにもかかわらず本書に収録されていないことについて、石堂清倫や不破哲三が批判している。石堂はみずから翻訳したものを三一書房から刊行している。

## 構成
本書の構成は、ロシア語版・ドイツ語版・日本語版でおおむね同じであるが、一部で異なる。中心となる第1～39巻はほぼ同じであり、(1) マルクスとエンゲルスの著作、(2) 『資本論』全3巻および関連著作、(3) マルクスとエンゲルスの書簡――の3部構成をとっている。この構成は、旧MEGAを踏襲したものと思われる。
マルクスとエンゲルスの初期著作は、ロシア語版とドイツ語版ではもともと補巻とされていたが、第2版以降は第41巻・42巻となった。また、ロシア語版と日本語版には著作および書簡の補遺が4巻分あるが、ドイツ語版には存在しない。他方で、ロシア語版・ドイツ語版では『資本論』草稿が収録され、ドイツ語版第42巻は1983年に、同第43巻は1990年に刊行されている。ドイツ語版第44巻では、第43巻の続きが収録される予定であったが、東ドイツの消滅によって刊行されなかった。なお、一連の『資本論』草稿は、新MEGA第II部門（日本語では、『マルクス資本論草稿集』全9巻、大月書店、1979-94年）に収録されている。
- 共通部分（第1～39巻）
  - 第1～22巻 マルクスとエンゲルスの著作（年代順）
  - 第23～26巻 『資本論』全3巻および関連著作
  - 第27～39巻 マルクスとエンゲルスの書簡（年代順）
- 非共通部分（日本語版）
  - 第40～41巻 マルクスとエンゲルスの初期著作　←ロシア語版・ドイツ語版の補巻1～2
  - 補巻1～4 マルクスとエンゲルスの著作・書簡（補遺）　←ロシア語版の第42～45巻
  - 別巻1～4 著作索引・書簡索引・人名索引・事項索引

| 巻次   | ロシア語版著作集                  | ドイツ語版MEW              | 日本語版全集          | 主な収録文献 |
| ------ | --------------------------------- | -------------------------- | --------------------- | --- |
| 第1巻  | 1839-44年の著作                   | 同                         | 同                    | M『ライン新聞』の記事 M「ユダヤ人問題によせて」(1843年) M「ヘーゲル法哲学批判序説」(1843年) E「国民経済学批判大綱」(1844年)                        |
| 第2巻  | 1844-46年の著作                   | 同                         | 同                    | M-E『聖家族』(1844年) E『イギリスにおける労働者階級の状態』(1845年)                                                                                |
| 第3巻  | 1845-46年の著作                   | 同                         | 同                    | M「フォイエルバッハに関するテーゼ」(1845年) M-E『ドイツ・イデオロギー』(1845年)                                                                    |
| 第4巻  | 1846-48年の著作                   | 同                         | 同                    | M『哲学の貧困』 E「共産主義の諸原理」(1847年) M-E『共産党宣言』(1848年)                                                                            |
| 第5巻  | 1848年の著作                      | 同                         | 同                    | M-E『新ライン新聞』の記事 |
| 第6巻  | 1848-49年の著作                   | 同                         | 同                    | M-E『新ライン新聞』の記事 M『賃労働と資本』(1849/91年)                                                                                             |
| 第7巻  | 1849-51年の著作                   | 同                         | 同                    | M『フランスにおける階級闘争』 E『ドイツ農民戦争』(1850年)                                                                                          |
| 第8巻  | 1851-53年の著作                   | 同                         | 同                    | M-E『ニューヨーク・デイリー・トリビューン』の記事 E『ドイツにおける革命と反革命』(1851-52/96年) M『ルイ・ボナパルトのブリュメール18日』(1852/69年) |
| 第9巻  | 1853年の著作                      | 同                         | 同                    | M-E『ニューヨーク・デイリー・トリビューン』の記事                                                                                                  |
| 第10巻 | 1854-55年の著作                   | 同                         | 同                    | M-E『ニューヨーク・デイリー・トリビューン』の記事                                                                                                  |
| 第11巻 | 1855-56年の著作                   | 同                         | 同                    | M-E『ニューヨーク・デイリー・トリビューン』の記事                                                                                                  |
| 第12巻 | 1856-59年の著作                   | 同                         | 同                    | M-E『ニューヨーク・デイリー・トリビューン』の記事                                                                                                  |
| 第13巻 | 1859-60年の著作                   | 同                         | 同                    | M-E『ニューヨーク・デイリー・トリビューン』の記事 M「経済学批判要綱への序説」(1958年) M『経済学批判』(1859年)                                      |
| 第14巻 | 1857-60年の著作                   | 同                         | 同                    | M-E『ザ・ニュー・アメリカン・サイクロペディア』の記事                                                                                              |
| 第15巻 | 1860-64年の著作                   | 同                         | 同                    | M-E『ニューヨーク・デイリー・トリビューン』の記事                                                                                                  |
| 第16巻 | 1864-70年の著作                   | 同                         | 同                    | M「国際労働者協会創立宣言」(1864年) M『賃金・価格・利潤』(1865年) E『資本論綱要』(1867年)                                                          |
| 第17巻 | 1870-72年の著作                   | 同                         | 同                    | M『フランスにおける内乱』(1871年) |
| 第18巻 | 1872-75年の著作                   | 同                         | 同                    | E「住宅問題」(1872/87年) E「権威について」(1873年)                                                                                                 |
| 第19巻 | 1875-83年の著作                   | 同                         | 同                    | M「ゴータ綱領批判」(1875年) E『空想から科学へ』(1880年) M「ザスーリチへの手紙」(1881年) E「カール・マルクスの葬儀」(1883年)                        |
| 第20巻 | 反デューリング論 ・自然の弁証法   | 同                         | 同                    | E『反デューリング論』(1878年) E「自然の弁証法」(1883年)                                                                                            |
| 第21巻 | 1883-89年の著作                   | 同                         | 同                    | E『家族・私有財産・国家の起源』(1884年) E『フォイエルバッハ論』(1886年)                                                                            |
| 第22巻 | 1890-95年の著作                   | 同                         | 同                    | E「エルフルト綱領批判」(1891年) E「『フランスにおける階級闘争』の序文」(1895年)                                                                    |
| 第23巻 | 『資本論』第1巻                   | 同                         | 同（2分冊）           | M『資本論』第1巻 (1867年) |
| 第24巻 | 『資本論』第2巻                   | 同                         | 同                    | M『資本論』第2巻 (1885年) |
| 第25巻 | 『資本論』第3巻                   | 同                         | 同（2分冊）           | M『資本論』第3巻 (1894年) |
| 第26巻 | 『剰余価値学説史』(3分冊)         | 同（3分冊）                | 同（3分冊）           | M『剰余価値学説史』(1863/1905-10年) |
| 第27巻 | 1842-51年の書簡                   | 同                         | 同                    | |
| 第28巻 | 1852-55年の書簡                   | 同                         | 同                    | |
| 第29巻 | 1856-59年の書簡                   | 同                         | 同                    | |
| 第30巻 | 1860-64年の書簡                   | 同                         | 同                    | |
| 第31巻 | 1864-67年の書簡                   | 同                         | 同                    | |
| 第32巻 | 1868-70年の書簡                   | 同                         | 同                    | |
| 第33巻 | 1870-74年の書簡                   | 同                         | 同                    | |
| 第34巻 | 1875-80年の書簡                   | 同                         | 同                    | |
| 第35巻 | 1881-83年の書簡                   | 同                         | 同                    | |
| 第36巻 | 1883-87年の書簡                   | 同                         | 同                    | |
| 第37巻 | 1888-90年の書簡                   | 同                         | 同                    | |
| 第38巻 | 1891-92年の書簡                   | 同                         | 同                    | |
| 第39巻 | 1893-95年の書簡                   | 同                         | 同                    | |
| 第40巻 | マルクス初期著作                  | 同                         | 同                    | M「デモクリトスの自然哲学とエピクロスの自然哲学との差異」(1841年) M「経済学・哲学草稿」(1844年)                                                    |
| 第41巻 | エンゲルス初期著作                | 同                         | 同                    | E 家族・友人への手紙 |
| 第42巻 | 1833-48年の著作・書簡             | 1957-58年の経済学諸草稿    | ―                     | |
| 第43巻 | 1848-49年の著作・書簡             | 1961-63年の経済学諸草稿(1) | ―                     | |
| 第44巻 | 1849-73年の著作・書簡             | ―                          | ―                     | |
| 第45巻 | 1867-93年の著作・書簡             | ―                          | ―                     | |
| 第46巻 | 1957-59年の経済学諸草稿 （2分冊） | ―                          | ―                     | |
| 第47巻 | 『経済学批判』草稿(1)             | ―                          | ―                     | |
| 第48巻 | 『経済学批判』草稿(2)             | ―                          | ―                     | |
| 第49巻 | その他の経済学諸草稿              | ―                          | ―                     | |
| 第50巻 | 1840-95年の補遺                   | ―                          | ―                     | |
| 補巻1  | ―                                 | ―                          | 1833-48年の著作・書簡 | （ロシア語版第42巻に相当）M 家族への詩、父からの手紙                                                                                               |
| 補巻2  | ―                                 | ―                          | 1848-49年の著作・書簡 | （ロシア語版第43巻に相当）M-E『新ライン新聞』の記事                                                                                                |
| 補巻3  | ―                                 | ―                          | 1849-73年の著作・書簡 | （ロシア語版第44巻に相当） |
| 補巻4  | ―                                 | ―                          | 1867-93年の著作・書簡 | （ロシア語版第45巻に相当）M「モーガン『古代社会』摘要」                                                                                            |
| 別巻   | 各種索引（2巻）                   | 各種索引（3巻）            | 各種索引（4巻）       | |

- Институт Марксизма-Ленинизма при Ц.К. К.П.С.С., Карл Маркс, Фридрих Энгельс. Полное собрание сочинений. В 50 т. (55 кн.). Издательство политической литературы. Москва,  1955-81 г.г.
- Institut für Marxismus-Leninismus beim ZK der SED, Karl Marx/Friedrich Engels Werke, in 46 Bänden (Dietz Verlag Berlin, 1956-90).
- マルクス＝エンゲルス全集刊行委員会訳『マルクス＝エンゲルス全集』全49巻53冊（大月書店、1959-91年）

## その他の主な選集・著作集

### ドイツ語
- Karl Marx und Friedrich Engels Ausgewählte Schriften in zwei Bänden, (Dietz Verlag Berlin, 1951).

ソ連共産党マルクス＝エンゲルス＝レーニン研究所による『2巻選集』のドイツ語版。日本語版『2巻選集』（1953年）の姉妹版と言える。
- Karl Marx/Friedrich Engels: Über Kunst und Literatur in zwei Bänden, (Dietz Verlag Berlin, 1967-68).

ドイツ社会主義統一党中央委員会付属マルクス＝レーニン主義研究所による2巻本の芸術・文学に関する引用句集。日本語版『芸術・文学論』全4巻の底本に当たる。
- Karl Marx/Friedrich Engels Ausgewählte Werke in sechs Bänden, (Dietz Verlag Berlin, 1970).

ドイツ社会主義統一党中央委員会付属マルクス＝レーニン主義研究所による『6巻選集』。日本語版『8巻選集』（1973-74年）の底本に当たる。

### 英語
- The Karl Marx Library, in 7 volumes (McGraw-Hill Books, New York, 1971-77). 英語版

アメリカにおける選集の一つ。Saul K. Padoverによって企画され、1971年から1977年にかけてマグロウ＝ヒル・ブックス社（McGraw-Hill Books）より出版された。当初は全13巻として企画されたが、7巻が刊行されただけに留まった。
- Karl Marx/Friedrich Engels Collected Works, in 50 volumes (Progress Publishers, Moscow, etc., 1975-2004). 英語版

もっとも大きく網羅的な英語による著作集。MECW と略される。モスクワのプログレス出版所（Progress Publishers）とロンドンのローレンス・アンド・ウィシャート社（Lawrence and Wishart）およびニューヨークのインターナショナル出版社（International Publishers）の協定によって企画され、1975年から2004年にかけて全50巻が刊行された。基本的な構成はMEGAやMEWと似ており、著作、『資本論』とその諸草稿、書簡をそれぞれ年代順に並べている。
- - 第1～27巻 1835-95年のマルクス・エンゲルスの著作
  - 第28～34巻 1957-64年のマルクスの経済学の著作・草稿
  - 第35～37巻 『資本論』全3巻
  - 第38～50巻 1844-95年のマルクス・エンゲルスの書簡

### 日本語
- 改造社版『マルクス＝エンゲルス全集』全29巻（本巻27・別巻1・補巻1、1928-33/35年）

改造社の山本実彦や福田徳三らによって企画された。編纂にあたっては、労農派寄りの人物も多く参加した。これに対し、岩波書店・希望閣・弘文堂・叢文閣・同人社の5社聯盟による企画（全20巻予定、大原社会問題研究所の協力、日本共産党の支持）と競合し、双方が旧MEGAの編纂責任者であるリャザーノフに働きかけた。結局、改造社版が聯盟版との販売・製作競争に打ち勝って、1928年から1933年にかけて急ごしらえで「全集」を刊行した。また、1935年に『補巻ノ一』を刊行しているが、続きは刊行されなかった。
- 大月書店版『マルクス＝エンゲルス選集』全23巻（本巻18・補巻5、同刊行委員会編、マルクス・レーニン主義研究所訳、大月書店、1949-52年）

戦後、最初に刊行された本格的な著作集。日本共産党系のマルクス＝レーニン主義研究所が翻訳を行っている（その後、同研究所は『2巻選集』や『レーニン全集』全47巻などの翻訳を行った）。おおむね年代順およびテーマ別に編集され、当初は本文巻の第1～17巻が上下分冊で刊行されたが、後の版では合冊されている。
| - 第1巻 新世界観の成立、共産主義通信委員会 - 第2巻 共産主義者同盟 - 第3巻 1848年の革命と『新ライン新聞』 - 第4巻 1848年の革命：ドイツ - 第5巻 1848年の革命：フランス - 第6巻 議会政治と国家財政 - 第7巻 ツァーリズムとの戦争、南ヨーロッパの革命 - 第8巻 中国・インドおよび植民地問題 - 第9巻 恐慌と信用、経済学手稿集 - 第10巻 ボナパルティズム論、民族国家のための闘争 - 第11巻 第一インタナショナル | - 第12巻 プロレタリア党のための闘争 - 第13巻 国家論、ロシア社会論 - 第14巻 反デューリング論 - 第15巻 自然弁証法、フォイエルバッハ論 - 第16巻 ドイツ史 - 第17巻 国際社会主義運動 - 第18巻 総目次・総索引・著作年表 - 補巻1 アメリカ問題、アメリカの内戦 - 補巻2 イギリスにおける労働者階級の状態 - 補巻3 経済学批判 - 補巻4 『ライン新聞』、『独仏年誌』、経済学・哲学手稿 - 補巻5 国民経済学批判大綱、神聖家族 |
- 『マルクス＝エンゲルス2巻選集』（マルクス・レーニン主義研究所訳、大月書店、1953年）

ソ連共産党マルクス＝エンゲルス＝レーニン研究所による『2巻選集』の日本語版。主要な著作ではなく、短くかつ重要な文章が選ばれている。普及版として『マルクス＝エンゲルス選集』（新書版8分冊、1955年）が刊行された。
- 新潮社版『マルクス・エンゲルス選集』全16巻（1956-60年）

戦前より『資本論』などを刊行していた新潮社による、向坂逸郎を中心とした企画。主要な著作を収めた本文12巻に加えて、第13～16巻の計4巻を解説に充て、大部な『資本論』および『剰余価値学説史』の解説を加えている。
| - 第1巻 ヘーゲル批判 - 第2巻 イギリスにおける労働者階級の状態 - 第3巻 哲学の貧困、ドイッチェ・イデオロギー - 第4巻 史的唯物論 - 第5巻 共産党宣言 - 第6巻 革命と反革命 - 第7巻 経済学批判 - 第8巻 資本論要綱 | - 第9巻 ゴータ綱領批判、家族・私有財産と国家の起源 - 第10巻 フランスの内乱、ドイツ農民戦争 - 第11巻 反デューリング論（上） - 第12巻 反デューリング論（下） - 第13巻 マルクス伝 - 第14巻 資本論解説 - 第15巻 剰余価値学説史解説 - 第16巻 マルクスの批判と反批判 |
- 大月書店版『マルクス＝エンゲルス全集』全49巻53冊（本巻41(冊45)・別巻4・補巻4、1959-75/91年[5]）
  - 第1巻-第22巻：（『資本論』『剰余価値学説史』を除く）著作・論文を年代順に収録
  - 第23巻-第26巻（23/25巻2冊、26巻3冊）：『資本論』（『剰余価値学説史』を含む）
  - 第27巻-第39巻：書簡集　二人の手紙・葉書・電報、第三者から二人に宛てた手紙
  - 第40巻-第41巻：初期著作集
  - 補巻1巻-4巻：『新ライン新聞』論説ほか、ディーツ社版底本に未収録の著作を収録
  - 別巻1巻-4巻：（1）著作索引（2）書簡索引（3）人名索引ほか（4）事項索引

- 『マルクス＝エンゲルス8巻選集』（同翻訳委員会、大月書店、1973-74年）

ドイツ社会主義統一党中央委員会付属マルクス＝レーニン主義研究所による『6巻選集』の日本語版。主要な著作および書簡を年代順に収めている。
- 第1巻 1843～47年、第2巻 1847～50年、第3巻 1850～56年、第4巻 1857～71年、第5巻 1871～77年、第6巻 1878年、第7巻 1879～84年、第8巻 1885～95年

- 『マルクス＝エンゲルス芸術・文学論』全4巻（マルクス＝エンゲルス全集刊行委員会訳、大月書店、1974-75年）

ドイツ社会主義統一党中央委員会付属マルクス＝レーニン主義研究所による『芸術・文学論』全2巻の日本語版。大月書店版『マルクス＝エンゲルス全集』の翻訳・刊行事業の一環として4巻構成で出版された。芸術や文学に関する文献のテーマ別引用句集。
- 第1巻 基礎理論、第2巻 文学史I、第3巻 文学史II、第4巻 エンゲルス初期文芸著作・全巻総索引

- 『マルクス・コレクション』全7巻（筑摩書房、2005-08年）

今村仁司・三島憲一らにより新たに編纂された選集。マルクスの主要な著作および書簡を収め、エンゲルスのものは基本的に除かれている。
- 1. デモクリトスの自然哲学とエピクロスの自然哲学の差異、ヘーゲル法哲学批判序説、ユダヤ人問題によせて、経済学・哲学草稿
- 2. ドイツ・イデオロギー（抄）、哲学の貧困、コミュニスト宣言
- 3. ルイ・ボナパルトのブリュメール18日、経済学批判要綱（序説・先行する諸形態）、経済学批判（序言）、資本論（初版・第1章）
- 4. 資本論第1巻（上）
- 5. 資本論第1巻（下）
- 6. フランスの内乱、ゴータ綱領批判、時局論（インド・中国論）
- 7. 時局論、芸術・文学論、手紙